# Statsministeren - Det indre Marked
|  | Denne artikel er oprettet af botten PalnaBot ud fra en ekstern database. Den kan derfor have sproglige fejl eller mangler. Denne skabelon kan fjernes efter kontrol af indholdet. |

Statsministeren - Det indre Marked er en dukkefilm fra 1992 instrueret af Carsten Graabæk efter manuskript af Carsten Graabæk, Carsten Juste.

## Handling
Carsten Gråbæks tegneserie »Statsministeren« er udgangspunktet for denne dukkefilm om tumultagtige begivenheder og stor forvirring omkring det indre marked. En satire med statsministeren, departementschefen, landmænd, toldere og andet godtfolk som medvirkende.